# Biologija u 1946.
◄◄ | ◄ | 1943. | 1944. | 1945. | 1946.  | 1947. | 1948. | 1949. | ► | ►►
Arhitektura • Astronautika • Astronomija • Biologija • Film • Fotografija • Glazba • Kazalište • Kemija • Kiparstvo • Knjige • Književnost • Kršćanstvo • Meteorologija • Medicina • Planinarstvo • Politika • Pravo • Promet • Slikarstvo • Strip • Šport • Televizija • Znanost • Zrakoplovstvo • Željeznički promet
Biologija u 1946.

## Svijet

### Rođenja
- Jevgenij Borisovič Aleksejev, ruski botaničar († 1976.)

## Vanjske poveznice
|  | Zajednički poslužitelj ima još gradiva o temi Biologija |